# Charles Gounod
Charles François Gounod (París, 17 de junio de 1818-Saint-Cloud, 18 de octubre de 1893) fue un compositor francés. Es muy conocido por su ópera Fausto, por su obra sacra Misa solemne de Santa Cecilia y por su versión del Ave María.

## Biografía
Nació en París, donde su madre le enseñaba a tocar el piano, y en la misma ciudad donde acudía al Conservatorio. Con 21 años ganó el Gran Premio de Roma en 1839, donde quedó impresionado por la música de Palestrina en la Capilla Sixtina. A su vuelta, puso en práctica su programa artístico para la música sacra. Más tarde ocupó el cargo de director del Orfeón de París, entre 1852 y 1860. Su éxito llegó con la ópera Fausto en 1859.
Gounod fue conocido sobre todo como el autor de la ópera Fausto y de la famosa Ave María, basada en la música del primer preludio del Clave bien temperado de Johann Sebastian Bach. En vida, sin embargo, se distinguió como uno de los más prolíficos y respetados compositores franceses. Su catálogo incluye obras en todos los géneros, tanto sacras como profanas.
Su influencia en otros compositores franceses como Bizet, Saint-Saëns y Jules Massenet es indudable. Hasta el propio Debussy llegó a declararlo «necesario» en cuanto a que su estética representó para aquella generación de franceses un poderoso contrapeso ante el avasallador empuje wagneriano.
Gounod compuso el himno de la Ciudad del Vaticano. Se destacó tanto en su obra operística como en la religiosa. De la primera producción sobresale su Fausto y de la religiosa su inmortal Ave María, en esta última faceta se encuadra el himno. En lo personal fue de gran religiosidad hasta el punto de querer convertirse en sacerdote.
En la actualidad, su obra más popular es Marche funebre d’une marionette (Marcha fúnebre por una marioneta), que fue utilizada por el cineasta Alfred Hitchcock para la cabecera de su programa Alfred Hitchcock presenta.

## Obra
En los enlaces externos está el enlace al directorio de obras de Gounod.

### Óperas
- 1851: Sappho.
- 1854: La nonne sanglante.
- 1858: Le médecin malgré lui.
- 1859: Fausto.
- 1860: Philémon et Baucis.
- 1860: La colombe.
- 1862: La Reine de Saba.
- 1864: Mireille
- 1867: Romeo y Julieta.
- 1877: Cinq-mars.
- 1878: Polyeucte.
- 1881: Le tribut de Zamora.

### Oratorios
- 1866: Tobie.
- 1871: Gallia.
- 1878: Jésus sur le lac de Tibériade.
- 1882: La rédemption.
- 1883: Christus factus est.
- 1884: Mors et vita.

### Música sinfónica
- Sinfonía n.º 1.
- Sinfonía n.º 2.

### Música de cámara
- Cuarteto para cuerdas en la menor
- Cuarteto para cuerdas n.º 1, en do menor «Le petit quatuor»
- Cuarteto para cuerdas n.º 2, en la mayor
- Cuarteto para cuerdas n.º 3, en fa mayor
- 1885: Petite symphonie para 9 instrumentos de viento (una o dos flautas, dos oboes, dos clarinetes, dos trompas y dos fagotes).